# Gunfighter: La leyenda de Jesse James
Gunfighter: La leyenda de Jesse James (en inglés Gunfighter: The Legend of Jesse James) es un videojuego de disparos desarrollado por Rebellion Developments y publicado por Ubi Soft para PlayStation 1. La trama del juego está ambientada en el Viejo Oeste Americano. El protagonista del juego es Jesse James, un proscrito estadounidense que vivió y murió en el siglo XIX.

## Jugabilidad
El videojuego se inspira en la crisis de tiempo de Namco y se desarrolla en el salvaje oeste. El jugador debe derrotar a todos los enemigos en pantalla en un área para poder moverse a la siguiente área. El jugador puede esconderse para esquivar los ataques enemigos. Sin embargo, el jugador debe derrotar a todos los enemigos antes de que expire un temporizador en pantalla. A veces, el jugador es recompensado por despejar un área con una extensión de tiempo limitada.

## Secuela
Gunfighter II: La venganza de Jesse James, una secuela de Gunfighter: La leyenda de Jesse James, fue desarrollado por Rebellion Developments y publicado por Ubisoft en Europa en el año 2003.

## Recepción
El juego recibió revisiones "mixtas" de acuerdo con el sitio web de críticas y de reseñas de Metacritic.